# Яременко Сергій Володимирович
Сергій Володимирович Яременко (позивний «Граніт») — український військовик, полковник Повітряних сил ЗСУ. Командир 96-ї зенітної ракетної бригади. Учасник російсько-української війни. Герой України (2023).

## Життєпис
Станом на 2017 рік — начальник штабу однієї із зенітних ракетних бригад повітряного командування «Центр».
Від 2022 — командир 96-ї зенітної ракетної бригади.

## Нагороди
- звання Герой України з врученням ордена «Золота Зірка» (27 червня 2023) — за особисту мужність і героїзм, виявлені у захисті державного суверенітету та територіальної цілісності України, самовіддане служіння Українському народові[6][2];
- орден Богдана Хмельницького III ступеня (19 листопада 2022) — за особисту мужність і самовіддані дії, виявлені у захисті державного суверенітету та територіальної цілісності України, вірність військовій присязі[7].